# Foxwolde
Foxwolde (Drents: Fokswol) is een buurtschap annex gehucht in de gemeente Noordenveld, in de Nederlandse provincie Drenthe.
Het is gelegen net ten noordoosten van Roden en ten zuidwesten van Roderwolde. Het heeft een eigen postcode en wordt ook weleens een dorp(je) genoemd ondanks dat het geen echte kern heeft. Ten oosten van Foxwolde ligt het natuurgebied De Kleibosch.
De eerste schriftelijke verwijzing naar Foxwolde is een oorkonde uit 1313, waarin het Fokeswolde wordt genoemd. In 1382 wordt de naam Fockeswolde gebruikt en in 1548 Foxwolde. De oorsprong van de naam zou "het woud van Fokke (of Fokko)" kunnen zijn, maar ook "het vossenwoud" (fokes, foks, fox: vos). Het achtervoegsel -wolde duidt op een broekbosvegetatie.
Foxwolde ligt op een zandrug in een veengebied, dat in de Middeleeuwen werd ontgonnen. Oorspronkelijk waren de boerderijen in en bij de buurtschap gemengde bedrijven, maar na de Tweede Wereldoorlog vond een omslag plaats naar grootschalige veehouderijen, waarbij veel houtwallen sneuvelden.
In 1840 woonden er 122 inwoners verdeeld over 22 huizen. In 2023 woonden er 160 mensen. Onder adressering valt ook het oostelijke deel van de bewoning aan de Rodervaart (incluis een deeltje van binnen de kom van Roden) en een aantal huizen van Sandebuur.

## Geboren in Foxwolde
De Groninger politicus Drewes de Haan is geboren in Foxwolde.